# 우리가 웃는 법
《우리가 웃는 법》(Cosi Ridevano, The Way We Laughed)은 이탈리아에서 제작된 지아니 아멜리오 감독의 1998년 영화이다. 엔리코 로 베르소 등이 주연으로 출연하였고 비토리오 세치 고리 등이 제작에 참여하였다.

## 출연

### 주연
- 엔리코 로 베르소

### 조연
- 파브리지오 기푸니

## 기타
- 미술: 지안카를로 바실리